# Charlotte Kerner
Charlotte Kerner (* 12. November 1950 in Speyer) ist eine deutsche Schriftstellerin und Journalistin.

## Leben
Charlotte Kerner verbrachte ihre Kindheit und Jugend in Speyer. Nach ihrem Studium der Volkswirtschaft und Soziologie in Mannheim arbeitete sie zunächst an einem stadtsoziologischen Forschungsprojekt; daran schlossen sich jeweils einjährige Studienaufenthalte in Kanada und der Volksrepublik China an. Ihre Erfahrungen und Erlebnisse dort veranlassten sie 1980 zu ihrem ersten Buch über die Stellung von Frauen und Mädchen in China. Als Journalistin arbeitete sie u. a. für GEO-Wissen, Die Zeit und Emma, als Pressereferentin war sie für Jugend forscht tätig.
In ihren Romanen befasst sie sich mit Wissenschaftsthemen, insbesondere der Biomedizin, Gentechnik und Anthropologie. In diesen Büchern wie auch den Biografien lotet sie vor allem Frauenleben psychologisch aus, oft stehen Naturwissenschaftler im Mittelpunkt.
Im Jahre 1987 erhielt sie zum ersten Mal den Deutschen Jugendliteraturpreis (Sparte Sachbuch) für ihre Biografie Lise, Atomphysikerin. Die Lebensgeschichte der Lise Meitner und dann 13 Jahre später, 2000, in der Kategorie Jugendbuch den Staatspreis für den Zukunftsroman Blaupause – Blueprint, der 2004 mit Franka Potente in der Hauptrolle verfilmt wurde. Der Roman, der in dreizehn Sprachen erschien, begleitete Kerner auf vielen Lesereisen, auch auf Einladung des Goethe-Instituts, nach Dänemark, Frankreich und Israel, Kirgistan und Usbekistan sowie den USA und Israel.
Im Jahr 2012 verbrachte die Autorin drei Monate in der Volksrepublik China und unterrichtete an verschiedenen Hochschulen chinesische Deutschstudenten als Kurzzeitdozentin des Deutschen Akademischen Austauschdiensts.
Kerner lebt mit ihrer Familie in Lübeck und zeitweise auch in Pollença auf Mallorca.

## Werke

### Romane
- Geboren 1999. Eine Zukunftsgeschichte, Belz, Weinheim 1989, ISBN 3-407-80685-X.
- Blueprint. Roman, Weinheim 1999,  ISBN 978-3-407-74102-8.
  - Zao plod : plava kopija, Znanje, Zagreb 2003 (kroatisch).
  - Kopija, Učila, Tržič 2001 (slowenisch).
- Kopflos. Roman um ein wissenschaftliches Experiment, Piper, München 2008, ISBN 978-3-492-27146-2.
- Jane reloaded, Beltz & Gelberg, Weinheim 2011, 214 S. ISBN 978-3-407-81092-2[2]

### Sachliteratur; Biografien
- mit Ann-Kathrin Scheerer: Jadeperle und Großer Mut. Chinesinnen zwischen gestern und morgen, Maier, Ravensburg 1980, ISBN 3-473-35221-7.
- Lise, Atomphysikerin. Die Lebensgeschichte der Lise Meitner,  Beltz & Gelberg, Weinheim / Basel 1986, ISBN 3-407-80664-7.
  - Lise Meitnerová, Academia, Prag 2009 (tschechisch).
- Seidenraupe, Dschungelblüte. Die Lebensgeschichte der Maria Sibylla Merian, Beltz und Gelberg, Weinheim 1988, ISBN 3-407-80675-2.
- Alle Schönheit des Himmels. Die Lebensgeschichte der Hildegard von Bingen, Beltz und Gelberg, Weinheim 1993
- Die Nonkonformistin. Die Lebensgeschichte der Designerin und Architektin Eileen Gray, Beltz und Gelberg, Weinheim 2002, ISBN 978-3-492-27146-2.
- Rote Sonne, Roter Tiger – Rebell und Tyrann. Die Lebensgeschichte des Mao Zedong, Beltz und Gelberg, Weinheim 2015, ISBN 978-3-407-81196-7
- „We are Volcanoes“ –  Die Öko-Visionärinnen Rachel Carson, Lynn Margulis, Donna Haraway. Westend Verlag, Neu Isenburg 2024, ISBN 978-3-86489-442-8

### Reise- und Fotobuch
- mit der Fotografin Anna Doehring: Sehnsuchtsfels Mallorca – Porträt einer Insel, Wasmuth Verlag, Tübingen 2016, ISBN 978-3-8030-3379-6

### Herausgeberschaft
- Kinderkriegen. Ein Nachdenkbuch. Belz, Weinheim / Basel 1985, ISBN 3-407-80654-X.
- Nicht nur Madame Curie... Frauen, die den Nobelpreis bekamen,  Beltz und Gelberg, Weinheim 1990, ISBN 3-407-80691-4.
- Madame Curie und ihre Schwestern. Frauen, die den Nobelpreis bekamen. Belz, Weinheim / Basel 1997, ISBN 3-407-80845-3.
- Sternenflug und Sonnenfeuer. Porträts der Astronominnen Maria Cunitz, Caroline Herschel und Maria Mitchell. Weinheim 2004
- Die nächste GENeration. Science + Fiction. Belz, Weinheim 2009, ISBN 978-3-407-75346-5.
- Die Fantastischen 6. Die Lebensgeschichten von Mary Shelley, Bram Stoker, J. R. R. Tolkien, Stanislaw Lem, Philip K. Dick, Stephen King.  Beltz, Weinheim / Basel 2010, ISBN 978-3-407-81070-0.

## Verfilmungen
- 1992: Geboren 1999 (Fernsehfilm), Regie: Kai Wessel, Drehbuch: Beate Langmaack
- 2004: Blueprint, Regie: Rolf Schübel, Drehbuch: Claus Cornelius Fischer

## Auszeichnungen
- 1979: 1. Preis „Reporter der Wissenschaft“
- 1987: Deutscher Jugendliteraturpreis für Lise, Atomphysikerin. Die Lebensgeschichte der Lise Meitner
- 1997: GEDOK-Literaturpreis
- 2000: Deutscher Jugendliteraturpreis für Blueprint